# Antonella Palmisano
Pour les articles homonymes, voir Palmisano.
Antonella Palmisano, née le 6 août 1991 à Mottola, est une athlète italienne, spécialiste de la marche, championne olympique du 20 km en 2021 à Tokyo.
Toujours sur 20 km, elle est médaillée de bronze aux championnats du monde de Londres en 2017 et de Budapest en 2023, ainsi qu'aux championnats d'Europe de Berlin en 2018.

## Biographie
Antonella Palmisano détient tous les records nationaux juniors de la marche féminine et a remporté la Coupe du monde 2010, catégorie juniors, à Chihuahua. Après disqualification de deux marcheuses russes, elle récupère la médaille d'argent lors des Championnats d'Europe espoirs 2011 à Ostrava. Lors de l'édition suivante à Tampere en 2013, elle obtient la médaille de bronze, puis se classe 10e de la finale des Championnats du monde la même année à Moscou, en portant son record à 1 h 30 min 50 s. Le 3 mai 2014, elle bat une nouvelle fois son record en 1 h 27 min 51 s, à l'occasion de la Coupe du monde de marche à Taicang. Elle termine 5e des Championnats du monde à Pékin le 28 août 2015.
Le 10 juin 2016, elle remporte l'International Race Walking Festival à Alytus en 1 h 30 min 07 pour son retour à la compétition depuis Pékin. Lors des Jeux olympiques de Rio, elle échoue à la quatrième place en 1 h 29 min 03 s, à 21 secondes de la médaillée de bronze, la Chinoise Lü Xiuzhi.

### Médaille de bronze mondiale (2017)
En 2017, sur la piste d'Orvieto, elle boucle un 10 000 m marche en 41 min 57 s 29, ce qui représente la troisième performance mondiale de tous les temps derrière la Russe Nadezhda Ryashkina et l'Australienne Kerry Saxby-Junna. Le 13 août de la même année, elle décroche sa première médaille internationale, le bronze, lors des Mondiaux de Londres. Elle profite notamment de la disqualification de Lü Xiuzhi dans les derniers mètres (celle-là même qui l'avait privée du podium aux JO de Rio) pour franchir la ligne d'arrivée en troisième position, derrière la Mexicaine Maria Guadalupe Gonzalez et la Chinoise Yang Jiayu. 

### Médaille de bronze européenne (2018)
L'année suivante aux championnats d'Europe de Berlin, l'Italienne monte une nouvelle fois sur un podium international en terminant troisième du 20 km en 1 h 27 min 30 s, à 54 secondes de la vainqueur, l'Espagnole Maria Perez. En 2019 en revanche, elle ne peut faire mieux qu'une treizième place aux championnats du monde de Doha, avec un temps de 1 h 37 min 36 s.

### Championne olympique (2021)
Le 6 août 2021, jour de son trentième anniversaire, Palmisano devient championne olympique du 20 km marche à Sapporo. Grâce à une attaque portée au 17ème kilomètre, l'Italienne s'impose devant la Colombienne Sandra Arenas et la Chinoise Liu Hong, un jour après le sacre de son compatriote Massimo Stano sur la même distance chez les hommes.
Deux ans après ce titre, Palmisano empoche une nouvelle médaille planétaire, encore en bronze, à l'occasion des Mondiaux de Budapest, derrière Maria Perez et l'Australienne Jemima Montag. 

## Palmarès
| Date | Compétition                    | Lieu           | Résultat | Épreuve                   | Marque          |
| ---- | ------------------------------ | -------------- | -------- | ------------------------- | --------------- |
| 2007 | Championnats du monde jeunesse | Ostrava        | 5e       | 5 000 m marche            | 22 min 58 s 52  |
| 2008 | Coupe du monde                 | Tcheboksary    | 22e      | 10 km marche              | 49 min 24 s     |
| 2008 | Championnats du monde juniors  | Bydgoszcz      | 9e       | 10 km marche              | 46 min 22 s 72  |
| 2009 | Championnats d'Europe juniors  | Novi Sad       | 2e       | 10 km marche              | 46 min 59 s 47  |
| 2010 | Coupe du monde                 | Chihuahua      | 1re      | 10 km marche              | 47 min 52 s     |
| 2010 | Championnats du monde juniors  | Moncton        | 5e       | 10 km marche              | 46 min 08 s 57  |
| 2011 | Championnats d'Europe espoirs  | Ostrava        | 2e       | 20 km marche              | 1 h 36 min 26 s |
| 2012 | Coupe du monde                 | Saransk        | 55e      | 20 km marche              | 1 h 40 min 17 s |
| 2013 | Championnats d'Europe espoirs  | Tampere        | 3e       | 20 km marche              | 1 h 30 min 59 s |
| 2013 | Championnats du monde          | Moscou         | 10e      | 20 km marche              | 1 h 30 min 50 s |
| 2014 | Coupe du monde                 | Taicang        | 9e       | 20 km marche              | 1 h 27 min 51 s |
| 2014 | Championnats d'Europe          | Zurich         | 7e       | 20 km marche              | 1 h 28 min 43 s |
| 2015 | Championnats du monde          | Pékin          | 5e       | 20 km marche              | 1 h 29 min 34 s |
| 2016 | Jeux olympiques                | Rio de Janeiro | 4e       | 20 km marche              | 1 h 29 min 03 s |
| 2017 | Coupe d'Europe                 | Poděbrady      | 1re      | 20 km marche              | 1 h 27 min 57 s |
| 2017 | Championnats du monde          | Londres        | 3e       | 20 km marche              | 1 h 26 min 36 s |
| 2018 | Championnats d'Europe          | Berlin         | 3e       | 20 km marche              | 1 h 27 min 30 s |
| 2019 | Championnats du monde          | Doha           | 13e      | 20 km marche              | 1 h 37 min 36 s |
| 2021 | Coupe d'Europe de marche       | Poděbrady      | 1re      | 20 km marche              | 1 h 27 min 42 s |
| 2021 | Jeux olympiques                | Sapporo        | 1re      | 20 km marche              | 1 h 29 min 12 s |
| 2023 | Championnats du monde          | Budapest       | 3e       | 20 km marche              | 1 h 27 min 26 s |
| 2024 | Championnats d'Europe          | Rome           | 1re      | 20 km marche              | 1 h 28 min 9 s  |
| 2024 | Jeux olympiques                | Paris          | 6e       | Marche par équipes mixtes | 2 h 53 min 52 s |

## Records
| Épreuve         | Performance     | Lieu    | Date          |
| --------------- | --------------- | ------- | ------------- |
| 10 000 m marche | 41 min 57 s 29  | Orvieto | 23 avril 2017 |
| 20 km marche    | 1 h 26 min 36 s | Londres | 13 août 2017  |